# Портленд-Торнс (жіночий футбольний клуб)
«Портленд Торнс» (англ. Portland Thorns FC) — американський жіночий футбольний клуб, що базується в Портленді (штат Орегон). Триразовий чемпіон Національної жіночої футбольної ліги (2013, 2017, 2022). 

## Історія
У 2012 році до  власника виступаючого в MLS чоловічого футбольного клубу «Портленд Тімберз» Меррітта Полсона, звернувся президент Федерації футболу США Суніл Гулаті з пропозицією про створення в місті жіночої команди. В листопаді того ж року було оголошено про те, що новостворенний клуб стане частиною Національної жіночої футбольної ліги (NWSL), яка змінила розформовану Women's Professional Soccer.
В дебютному сезоні клуб із Портленда став першим чемпіоном NWSL, перемігши у фінальній грі «Вестерн Нью-Йорк Флеш» з рахунком 2:0.
В 2016 році «Торнс» завершили регулярний сезон на першому місці, здобувши трофей NWSL Shield, а наступного року вдруге стали чемпіонами NWSL, обігравши у фінальному матчі «Каредж» з Північної Кароліни з рахунком 1:0. У сезоні 2018 року ці дві команди знову зустрілися у фіналі, але того разу вже «Каредж» перемогли з рахунком 1:0.
У 2021 році «Портленд Торнс» після перемоги над «Готемом» в серії пенальті завоював NWSL Challenge Cup, а пізніше додав до цього титулу перемогу у Міжнародному жіночому кубку чемпіонів, обігравши у фіналі французький «Олімпік Ліон».  

## Досягнення
США
- NWSL Championship

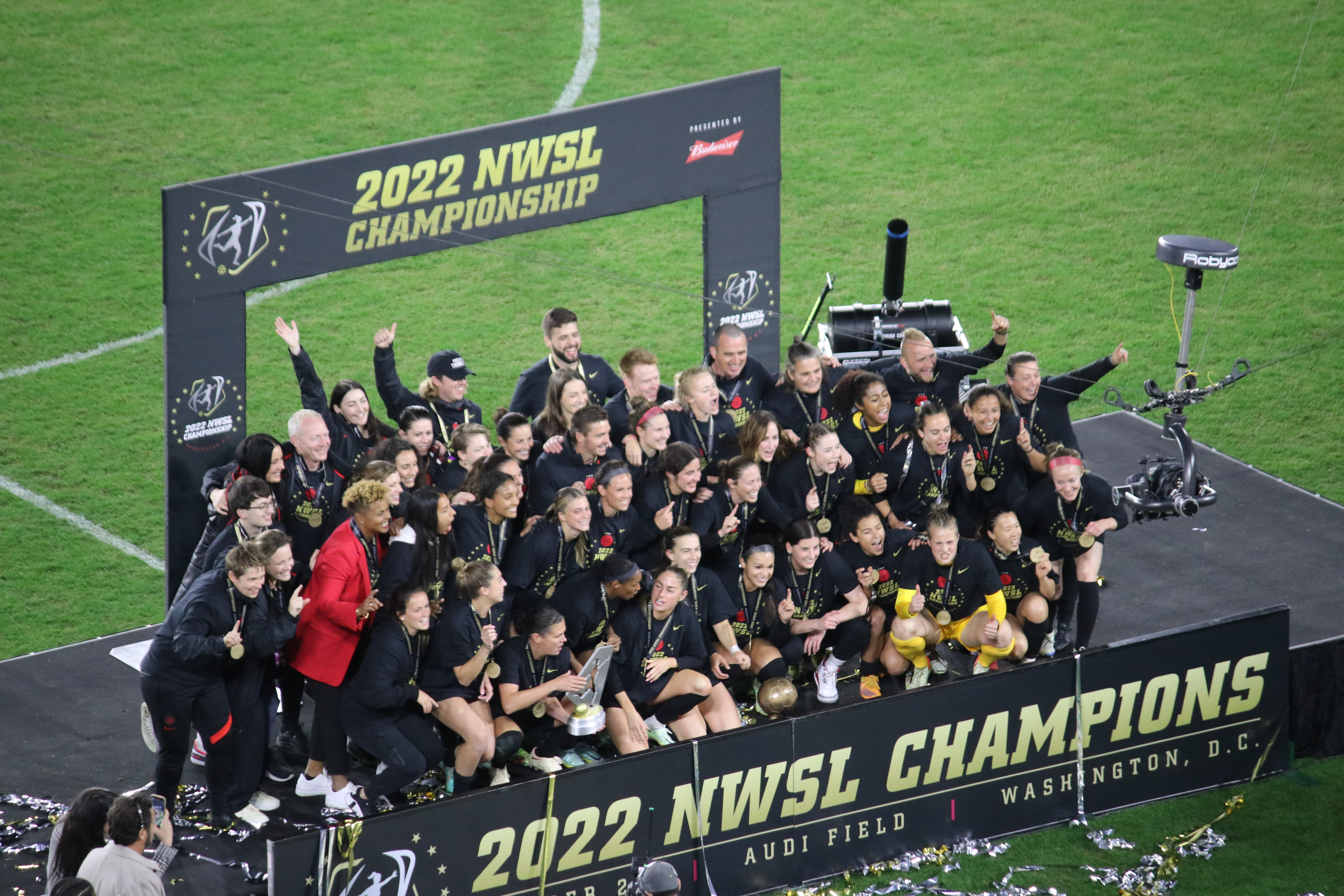
Гравчині та персонал Thorns святкують перемогу в NWSL Championship 2022

 Чемпіон (3):  2013 , 2017 , 2022
- NWSL Shield

 Чемпіон (2): 2016 , 2021
- NWSL Challenge Cup

 Володар (1): 2021
Міжнародні
- Women's International Champions Cup

 Володар (1): 2022